# Delphacodes clypealis
Delphacodes clypealis är en insektsart som först beskrevs av Sahlberg 1871.  Delphacodes clypealis ingår i släktet Delphacodes och familjen sporrstritar. Inga underarter finns listade i Catalogue of Life.